# Museum van Berck

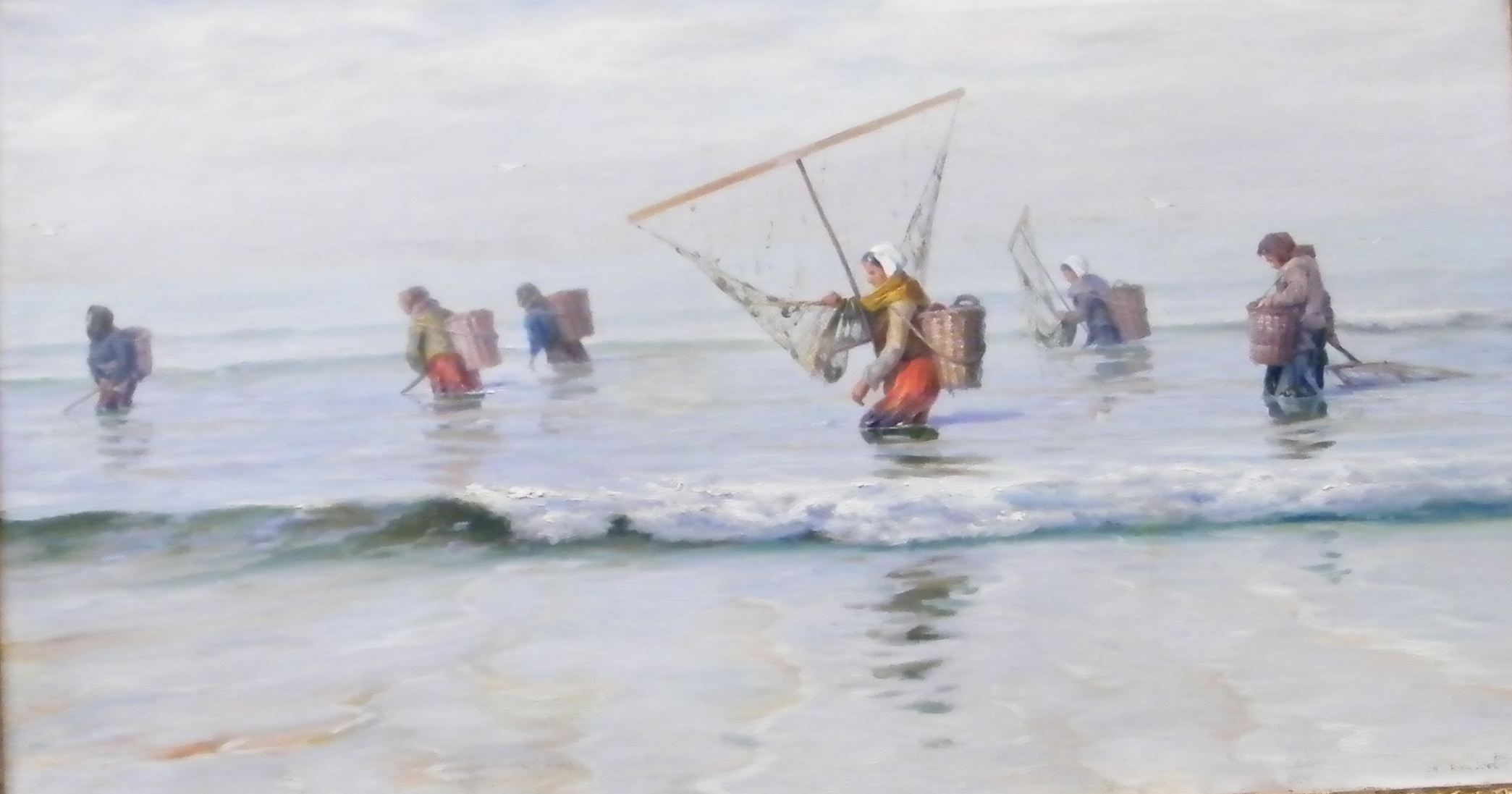
Charles Roussel: Garnalenvissers

Het Museum van Berck (Frans: Musée Opale sud) is een museum in de stad Berck, gelegen aan de Rue de l'Impératrice 60.
Het museum is gevestigd in een voormalige gendarmeriekazerne.
Een belangrijk deel van de collectie is ingeruimd voor de schilderijen die door de in Berck verblijvende kunstenaars werden vervaardigd, met veel aandacht voor schilderijen omtrent het leven van de vissers. Ook is er een reeks portretten van ouderen die omstreeks 1900 het zeemanstehuis bewoonden.
Uit de 6e en 7e eeuw zijn er Merovingische sieraden en glaswerk als onderdeel van een verzameling voorwerpen die bij opgravingen langs de kust werden gevonden.